# Монеты евро Кипра
Кипрские монеты евро — современные денежные знаки Кипра. Национальная сторона монет существует в трёх вариантах: на монетах младшего номинала изображён муфлон, на монетах постарше изображён киренийский корабль, а на монетах в 1 и 2 евро изображён Помосский идол. Также на национальной стороне монет присутствуют 12 звёзд ЕС, название страны на греческом и турецком языках, год выпуска. Евро, в качестве своей официальной валюты, Кипр принял с 1 января 2008 года.

## Дизайн национальной стороны
| 0,01 €                      | 0,02 € | 0,05 €                  |
| --------------------------- | ------ | ----------------------- |
|                             |        |                         |
| Два барана муфлона          |        |                         |
| 0,10 €                      | 0,20 € | 0,50 €                  |
|                             |        |                         |
| Киренийский корабль         |        |                         |
| 1,00 €                      | 2,00 € | Гурт двухевровой монеты |
|                             |        |                         |
| Скульптура «Помосский идол» |        |                         |

## Тираж
| Номинал | €0,01      | €0,02       | €0,05      | €0,10      | €0,20      | €0,50      | €1,00      | €2,00      |
| ------- | ---------- | ----------- | ---------- | ---------- | ---------- | ---------- | ---------- | ---------- |
| 2008    | 40 000 000 | 100 000 000 | 60 000 000 | 70 000 000 | 65 000 000 | 30 000 000 | 28 000 000 | 25 000 000 |
| 2009    | 20 000 000 | 1 000 000   | 6 000 000  | 1 000 000  | 1 000 000  | 1 000 000  | 4 000 000  | 5 000 000  |
| 2010    | 200 000    | 200 000     | 200 000    | 200 000    | 200 000    | 200 000    | 200 000    | 200 000    |
| 2011    | 15 210 000 | 210 000     | 30 210 000 | 210 000    | 210 000    | 210 000    | 210 000    | 210 000    |
| 2012    | 210 000    | 210 000     | 1 000 000  | 1 000 000  | 1 000 000  | 1 000 000  | 1 000 000  | 1 000 000  |
| 2013    | 100 000    | 100 000     | 100 000    | 100 000    | 100 000    | 100 000    | 100 000    | 100 000    |
| 2014    | 100 000    | 100 000     | 100 000    | 100 000    | 100 000    | 100 000    | 100 000    | 100 000    |
| 2015    | 7 100 000  | 100 000     | 100 000    | 100 000    | 100 000    | 100 000    | 100 000    | 100 000    |
| 2016    | 8 000 000  | 100 000     | 100 000    | 100 000    | 100 000    | 100 000    | 100 000    | 100 000    |
| 2017    | 100 000    | 100 000     | 100 000    | 100 000    | 100 000    | 100 000    | 100 000    | 100 000    |
| 2018    | 100 000    | 100 000     | 100 000    | 100 000    | 100 000    | 100 000    | 100 000    | 100 000    |

## Памятные и коллекционные монеты

### Памятные монеты
| 2009 — Монета серии «10 лет Экономическому и валютному союзу» | 2012 — Монета серии «10 лет наличному обращению евро»   | 2015 — Монета серии «30 лет флагу Европы»                  |
| ------------------------------------------------------------- | ------------------------------------------------------- | ---------------------------------------------------------- |
|                                                               |                                                         |                                                            |
| 2017 — Пафос — культурная столица Европы                      | 2020 — 30 лет Кипрскому институту неврологии и генетики | 2022 — Монета серии «35-лет европейской программе Erasmus» |
|                                                               |                                                         |                                                            |